# Gilberto Ramírez
Gilberto Ramírez Sánchez (Mazatlán, Sinaloa, 19 de junio de 1991), es un boxeador profesional mexicano. Posee el título súper mediano de la OMB desde 2016, y es el primer boxeador de México en ganar un título mundial importante en esa categoría de peso. A partir de septiembre de 2017, Ramírez es clasificado como el mejor súpermediano activo del mundo por BoxRec, y el segundo por la revista The Ring y la Transnational Boxing Rankings Board. En 2019 debutó en la categoría semipesado.

## Carrera profesional
En abril de 2010, Ramírez derrotó al veterano Jesús Ayala por K.O. en la segunda ronda en Mazatlán, Sinaloa, México.

### Ramírez contra Abraham
Ramírez pelearía contra el campeón súper mediano de la OMB Arthur Abraham (44-4, 29 KOs) en la pelea coestelar el 9 de abril en la cartelera de Manny Pacquiao vs. Timothy Bradley III en HBO pay-per-view. La cartelera de la pelea tuvo lugar en el MGM Grand en Las Vegas, Nevada. Ramírez puso su nombre en la historia del boxeo mexicano, convirtiéndose en el primer luchador en ganar un título mundial súper mediano. Los tres jueces anotaron la pelea 120-108 para Ramírez, quien también se convirtió en el segundo mexicano en ganar el título mundial en la división de peso medio pesado que, el primero después de haber sido Julio César González como el campeón de peso semipesado de la OMB en 2003. En la entrevista posterior a la pelea, Ramírez dijo: «Lo llevé a una escuela mexicana de boxeo. Era un golpeador muy, muy fuerte, pero no podía hacer ningún movimiento. Vine aquí para hacer historia, y lo hice». Ramírez mejoró su récord a (34-0, 24 KOs).

### Ramírez contra Bursak
En enero de 2017, se estaban llevando a cabo negociaciones entre Ramírez y Matt Korobov (27-1, 14 KOs) posiblemente en la cartelera de la posible pelea entre Manny Pacquiao y Jeff Horn en abril. Bob Arum anunció el 13 de febrero de 2017 que Ramírez haría su primera defensa en Los Ángeles, California el 22 de abril. También se anunció que Max Bursak (33-4-1, 15 KOs) sería el retador. Ramírez retuvo su título de la OMB en su primera pelea en más de un año, ya que ganó todas las rondas en las tres tarjetas de puntuación de los jueces (120-106, 120-106 y 120-106). Bursak intentó atacar y logró lanzar algunos golpes, pero careció del poder de golpe para lastimar a Ramírez que usó su trabajo de pies para escapar de cualquier castigo.

### Ramírez contra Hart
Frente a 4.103 fanáticos, Ramírez conservó su título de peso súper mediano de la OMB en una dura batalla contra Jesse Hart, en un combate de 12 asaltos. Las tarjetas de puntuación finales de los jueces fueron 115-112, 115-112 y 114-113 a favor de Ramírez. Comenzó fuerte, dejando caer a Hart en la ronda 2 después de un uppercut izquierdo, que Hart no vio venir. Hart venció el conteo y sobrevivió a la ronda. En la ronda 4, Hart recibió una penalización tremenda, pero logró mantenerse en pie. Las últimas 6 rondas vieron la lucha cambio a favor de Hart. Aterrizó muchos golpes de poder en la cabeza de Ramírez, que se defendió. Ramírez parecía haber estado cansado durante las rondas de cierre. En la ronda 11, Hart vio mal a Ramírez, pero no se dio cuenta de que sus piernas habían cedido, por lo que no logró llegar a la meta. Si Hart no hubiera caído en la ronda 2, la pelea habría terminado por decisión mayoritaria. Después de la pelea, Ramírez dijo: «Esto era para todos los soñadores, todo el pueblo de México y lo que ellos están pasando por el terremoto. El plan era empujar, empujar, empujar y poner un montón de presión sobre él y mantenerlo desequilibrado; quería hacer un gran ataque al cuerpo cada ronda». Hart fue humilde en la derrota: «No me escapé de él. Es un buen campeón». Ramírez conectó 220 golpes de 690 lanzados (32%), esto incluyó 40 de sus 70 tiros de poder lanzados. Hart aterrizó 132 de sus 497 lanzados (27%).

### Ramírez contra Ahmed
El 14 de noviembre, Arum anunció que el #6 clasificado en el ranking de la OMB Habib «Huracán salvaje» Ahmed (22-0, 17 KOs) desafiaría a Ramírez el 3 de febrero de 2018. Esta sería la primera pelea fuera de su Ghana natal para Ahmed . La pelea estaba programada para llevarse a cabo en el American Bank Center en Corpus Christi, Texas. Antes de la pelea, Ahmed había ganado 8 de sus últimas 9 peleas por detención.

### Ramírez contra Angulo
El 30 de abril de 2018, Dan Rafael, de ESPN, informó que se había llegado a un acuerdo para que Ramírez hiciera una cuarta defensa contra el boxeador colombiano de 34 años Roamer Alexis Angulo (23-0, 20 KO) el 30 de junio en el Chesapeake Energy Arena en Oklahoma City. En ese momento, Angulo estaba en el puesto #10 por la OMB. La tarjeta también incluiría al prospecto ligero wélter Alex Saucedo (27-0, 17 KO) enfrentando al boxeador veterano Lenny Zappavigna (37-3, 27 KO). Un día después, la pelea fue confirmada por Top Rank y se emitiría en vivo por ESPN.

## Récord profesional
| Récord Profesional | Récord Profesional | Récord Profesional |
| 47 peleas          | 46 Victorias       | 1 Derrota          |
| ------------------ | ------------------ | ------------------ |
| Nocaut             | 30                 | 0                  |
| Decisión           | 16                 | 1                  |

| Resultado | Récord | Oponente                     | Método | Asalto, Tiempo | Fecha                    | Localización                                        | Título |
| Victoria  | 47-1   | Chris Billam-Smith           | UD     | 12             | 16 de noviembre de 2024  | The Venue Riyadh Season, Riyadh                     | Gana el título mundial de la WBO del peso crucero.                                                                 |
| Victoria  | 46–1   | Arsen Goulamirian            | UD     | 12             | 30 de marzo de 2024      | YouTube Theater, Inglewood, California              | Gana el título mundial de la WBA (Super) del peso crucero.                                                         |
| Victoria  | 45–1   | Joe Smith Jr.                | UD     | 10             | 7 de octubre de 2023     | Chelsea Ballroom, Paradise, Nevada                  | |
| Derrota   | 44–1   | Dmitry Bivol                 | UD     | 12             | 5 de noviembre de 2022   | Etihad Arena, Abu Dabi, Emiratos Árabes Unidos      | Por el título mundial de la WBA (Super) del peso semipesado.                                                       |
| Victoria  | 44–0   | Dominic Boesel               | KO     | 4 (12)         | 14 de mayo de 2022       | Toyota Arena, Ontario                               | |
| Victoria  | 43–0   | Yunieski Gonzalez            | TKO    | 10 (12), 1:23  | 18 de diciembre de 2021  | AT&T Center, San Antonio, Texas                     | |
| Victoria  | 42–0   | Sullivan Barrera             | KO     | 4 (12), 2:38   | 9 de julio de 2021       | Banc of California Stadium, Los Ángeles, California | |
| Victoria  | 41–0   | Alfonso Lopez                | TKO    | 10 (12), 0:59  | 18 de diciembre de 2020  | Galveston Island Convention Center, Galveston       | Ganó el título semipesado de la NABF.                                                                              |
| Victoria  | 40–0   | Tommy Karpency               | RTD    | 4 (10), 3:00   | 12 de abril de 2019      | Staples Center, Los Ángeles, California             | Debut en el peso semipesado.                                                                                       |
| Victoria  | 39–0   | Jesse Hart                   | MD     | 12             | 14 de diciembre de 2018  | American Bank Center, Corpus Christi, Texas         | Retiene el título mundial de la WBO del peso supermediano.                                                         |
| Victoria  | 38–0   | Alexis Angulo                | UD     | 12             | 30 de junio de 2018      | Chesapeake Energy Arena, Oklahoma City              | Retiene el título mundial de la WBO del peso supermediano                                                          |
| Victoria  | 37–0   | Habib Ahmed                  | TKO    | 6 (12), 2:31   | 3 de febrero de 2018     | American Bank Center, Corpus Christi, Texas         | Retiene el título mundial de la WBO del peso supermediano                                                          |
| Victoria  | 36–0   | Jesse Hart                   | UD     | 12             | 22 de septiembre de 2017 | Convention Center, Tucson, Arizona                  | Retiene el título mundial de la WBO del peso supermediano.                                                         |
| Victoria  | 35–0   | Max Bursak                   | UD     | 12             | 22 de abril de 2017      | StubHub Center , Carson, California                 | Retiene el título mundial de la WBO del peso supermediano.                                                         |
| Victoria  | 34–0   | Arthur Abraham               | UD     | 12             | 9 de abril de 2016       | MGM Grand Garden Arena, Paradise, Nevada            | Gana el título mundial de la WBO del peso supermediano.                                                            |
| Victoria  | 33–0   | Gevorg Khatchikian           | UD     | 10             | 20 de noviembre de 2015  | Cosmopolitan of Las Vegas, Paradise, Nevada         | Retiene los títulos WBO International y NABF del peso supermediano                                                 |
| Victoria  | 32–0   | Derek Edwards                | UD     | 10             | 26 de junio de 2015      | Dodge Arena, Hidalgo, Texas                         | Retiene los títulos WBO International y NABF del peso supermediano                                                 |
| Victoria  | 31–0   | Maxim Vlasov                 | UD     | 10             | 24 de enero de 2015      | 1stBank Center, Broomfield, Colorado                | |
| Victoria  | 30–0   | Fulgencio Zúñiga             | TKO    | 8 (10), 2:20   | 15 de noviembre de 2014  | Alamodome, San Antonio (Texas)                      | Retiene los títulos WBO International y NABF del peso supermediano                                                 |
| Victoria  | 29–0   | Junior Talipeau              | TKO    | 1 (10), 1:58   | 7 de julio de 2014       | Cotai Arena, Macau                                  | Retiene el título de la NABF del peso supermediano; Gana el título vacante WBO International del peso supermediano |
| Victoria  | 28–0   | Giovanni Lorenzo             | TKO    | 5 (10), 2:47   | 11 de marzo de 2014      | Mandalay Bay Events Center, Paradise, Nevada        | Gana el título vacante WBO–NABO y NABF del peso supermediano.                                                      |
| Victoria  | 27–0   | Don Mouton                   | TKO    | 1 (10), 1:31   | 1 de febrero de 2014     | Energy Arena, Laredo, Texas                         | |
| Victoria  | 26–0   | Derrick Findley              | UD     | 10             | 24 de agosto de 2013     | Civic Auditorium, Glendale, California              | |
| Victoria  | 25–0   | Juan De Angel                | KO     | 3 (10), 2:06   | 20 de abril de 2013      | Arena Ciudad de México, Ciudad de México, México    | |
| Victoria  | 24–0   | Marcus Upshaw                | UD     | 10             | 17 de noviembre de 2012  | Teatro del Pueblo, Cuautlancingo, México            | Retiene el título WBC Youth del peso mediano.                                                                      |
| Victoria  | 23–0   | Richard Gutiérrez            | UD     | 10             | 25 de agosto de 2012     | Domo Deportivo, Tulum, México                       | Retiene el título WBC Youth del peso mediano.                                                                      |
| Victoria  | 22–0   | Isaac Méndez                 | TKO    | 8 (10), 2:20   | 16 de junio de 2012      | Mamita's Beach Club, Playa del Carmen, México       | |
| Victoria  | 21–0   | Jaime Barboza                | UD     | 10             | 14 de abril de 2012      | Auditorio Municipal, Arandas, México                | Retiene el título WBC Youth del peso mediano.                                                                      |
| Victoria  | 20–0   | Samuel Miller                | TKO    | 4 (10)         | 26 de noviembre de 2011  | Plaza de Toros, Ciudad de México, México            | Retiene el título WBC Youth del peso mediano.                                                                      |
| Victoria  | 19–0   | Amilcar Edgardo Funes Melian | TKO    | 5 (10)         | 24 de septiembre de 2011 | Foro Polanco, Ciudad de México, México              | Retiene el título WBC Youth del peso mediano.                                                                      |
| Victoria  | 18–0   | Oney Valdez                  | TKO    | 2 (10), 1:42   | 16 de julio de 2011      | Lobodome, Mazatlán, México                          | Retiene el título WBC Youth del peso mediano.                                                                      |
| Victoria  | 17–0   | Francisco Villanueva         | TKO    | 7 (10), 2:13   | 13 de mayo de 2011       | Gimnasio German Evers, Mazatlán, México             | |
| Victoria  | 16–0   | Antonio Arras                | TKO    | 8 (10), 2:20   | 18 de febrero de 2011    | Gimnasio German Evers, Mazatlán, México             | |
| Victoria  | 15–0   | Rogelio Medina               | TKO    | 6 (10), 2:14   | 17 de diciembre de 2010  | Gimnasio German Evers, Mazatlán, México             | Gana el título WBC Youth del peso mediano                                                                          |
| Victoria  | 14–0   | Christian Solano             | KO     | 2 (10), 2:28   | 19 de octubre de 2010    | Gimnasio German Evers, Mazatlán, México             | |
| Victoria  | 13–0   | Gilberto Flores Hernández    | TKO    | 2 (8), 1:32    | 28 de agosto de 2010     | Lobodome, Mazatlán, México                          | |
| Victoria  | 12–0   | Guillermo Romero             | KO     | 2 (8), 1:35    | 30 de julio de 2010      | Gimnasio German Evers, Mazatlán, México             | |
| Victoria  | 11–0   | Jorge Barrera                | TKO    | 2 (8), 1:54    | 26 de junio de 2010      | Gimnasio German Evers, Mazatlán, México             | |
| Victoria  | 10–0   | Jesus Ayala                  | KO     | 2 (6), 0:30    | 30 de abril de 2010      | Gimnasio German Evers, Mazatlán, México             | |
| Victoria  | 9–0    | Héctor Verduzco              | KO     | 3 (6), 0:24    | 26 de marzo de 2010      | Gimnasio German Evers, Mazatlán, México             | |
| Victoria  | 8–0    | Luis Ángel Padilla           | KO     | 1 (4), 2:04    | 26 de febrero de 2010    | Gimnasio German Evers, Mazatlán, México             | |
| Victoria  | 7–0    | Adolfo Pimentel              | UD     | 4              | 30 de enero de 2010      | Auditorio Siglo XXI, Puebla City, México            | |
| Victoria  | 6–0    | Luis Ignacio Castro          | UD     | 4              | 10 de diciembre de 2009  | Plaza de Toros Rea, Mazatlán, México                | |
| Victoria  | 5–0    | Antonio Villanueva           | TKO    | 1 (4), 2:36    | 21 de noviembre de 2009  | Palenque Expomex, Nuevo Laredo, México              | |
| Victoria  | 4–0    | Eliud Duenas                 | KO     | 2 (4), 2:40    | 2 de octubre de 2009     | Gimnasio German Evers, Mazatlán, México             | |
| Victoria  | 3–0    | Blas Camacho                 | TKO    | 2 (4)          | 4 de septiembre de 2009  | Parque Revolución, Culiacán, México                 | |
| Victoria  | 2–0    | Joel Ramos                   | TKO    | 1 (4), 1:52    | 29 de agosto de 2009     | Ciudad Deportiva, Mexicali, México                  | |
| Victoria  | 1–0    | Jeseth Magallanes            | KO     | 1 (4), 0:41    | 21 de agosto de 2009     | Gimnasio German Evers, Mazatlán, México             | Debut profesional de Ramírez.                                                                                      |